# 紅豆杉
红豆杉（学名：Taxus chinensis），又名中國紅豆杉、紫杉，是一種红豆杉屬的植物。

## 形态
紅豆杉为常綠乔木，可以高達14米。小枝互生，到秋天变黄绿色或淡红褐色；冬芽鳞片背部圆或有钝棱脊；镰刀形叶子，二列式，長1.5－3厘米，比其他紅豆杉屬的更闊，末端尖而細小，葉底有兩道黃間氣孔帶，中脈帶上有密生均勻而微小的圓形角質乳頭狀突起點，常與氣孔帶同色，稀色較淺；花腋生，雌雄异株，雌花只有一个胚珠，下托鳞片数枚；扁卵形种子，两侧各有一不明显的棱脊，围有红色杯状假种皮。

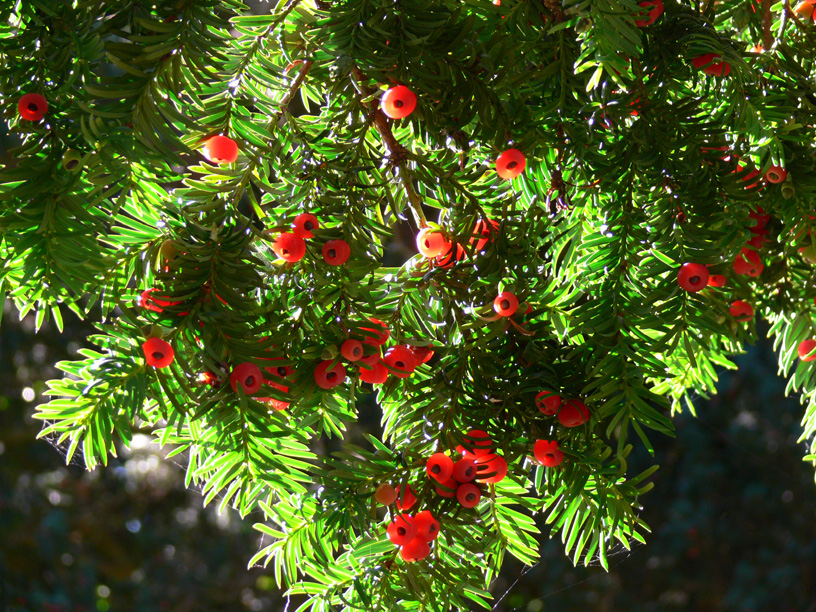
紅豆杉果實

## 分布
廣泛分佈在高達海拔900米以上的山地，中國甘肃南部、湖北西部、山西南部太行山大峡谷中以至四川等地。

## 習性
紅豆杉南北各地均適宜種植，喜蔭、耐旱、抗寒。要求土壤PH值在5.5至7.0。

## 外部連結
- 紅豆杉 Hongdoushan （页面存档备份，存于） 藥用植物圖像數據庫 (香港浸會大學中醫藥學院) （繁體中文）（英文）
- 中國植物誌  第7卷 （页面存档备份，存于）